# 로만 야렘추크
로만 올레호비치 야렘추크(우크라이나어: Рома́н Оле́гович Яремчу́к, 1995년 11월 27일 ~ )는 수페르리가 엘라다 클럽 올림피아코스와 우크라이나 국가대표팀에서 스트라이커로 활약하는 우크라이나의 프로 축구 선수이다.
디나모 키이우의 유소년 아카데미를 거친 후, 야렘추크는 2013년에 클럽의 리저브 팀에서 뛰기 시작했고, 2년 후 1군으로 승격되었다. 그는 2016-17년 시즌 동안 우크라이나 클럽 올렉산드리야로 임대되었고, 2018년에는 벨기에 클럽 헨트로 이적했다. 1년 후, 그는 1,850만 유로의 이적료로 벤피카로 이적한 후, 다음 시즌에 벨기에로 돌아와 클뤼프 브뤼허와 1,600만 유로의 이적료로 계약했다.
다양한 청소년 대표팀에서 우크라이나를 대표한 후, 야렘추크는 2018년 9월에 처음으로 국가대표팀에 소집되어 UEFA 유로 2020과 UEFA 유로 2024에 출전했다.

## 구단 경력

### 헨트
2017년 8월, 야렘추크는 벨기에 프로 리그의 헨트와 4년 계약을 체결했다. 그는 8월 27일, 안데를레흐트와의 홈 경기에서 86분에 마마두 실라를 대신해 교체 투입되어 데뷔했으며, 2017년 11월 3일, 스탕다르 리에주와의 홈 경기에서 1-0 승리를 거두며 첫 골을 기록했다.
2019-20년 UEFA 유로파리그에서 야렘추크는 10월 24일, VfL 볼프스부르크와의 경기에서 두 골을 포함해 조별 리그에서 헨트를 위해 세 골을 넣었고, 32강에서 로마를 상대로 합계 2-1로 탈락했다. 2020년 1월 20일, 그는 부상당한 아킬레스건에 수술을 받았다. 회복 기간은 2~3개월로 예상되어 남은 시즌 동안 결장하게 되었다.
2020-21년 시즌 동안 야렘추크는 34경기에 출전하여 정규 시즌 11월 1일, 베베런 전과 2월 15일, 무스크롱 전에서 두 번의 해트트릭을 기록하는 등 커리어 최고의 리그 20골과 7개의 어시스트를 기록하며 시즌을 마무리했다. 2020년 11월 15일에는 코로나19 양성 판정을 받았다.

### 벤피카
2021년 7월 31일, 벤피카는 야렘추크와 자신의 경제적 권리의 75%에 대해 5년간 1,850만 유로의 계약을 체결했다고 발표했다. 그는 8월 10일, UEFA 챔피언스리그 3차 예선 스파르타크 모스크바와의 홈 경기에서 벤피카의 두 번째 골을 넣으며 데뷔 전을 치렀다.

### 클뤼프 브뤼허
2022년 8월 29일, 클뤼프 브뤼허는 야렘추크와 4년 계약을 체결하고 이적료 1,600만 유로, 추가 금액 300만 유로에 계약을 맺었으며, 클뤼프 브뤼허가 1,000만 유로 이상의 제안을 받을 경우 벤피카도 향후 이적료의 10%를 받게 된다고 발표했다.

### 올림피아코스
2024년 7월 30일, 야렘추크는 그리스 수페르리가 엘라다의 올림피아코스와 완전 이적 계약을 체결하였다.
그는 AEK 아테네와의 그리스 컵 준결승 1차전에서 두 골을 기록하며 올림피아코스의 6–0 대승을 이끌었다. 2025년 3월 30일에는 파나티나이코스와의 리그 경기에서 멀티골을 넣으며 팀의 4–2 승리에 기여했다.
2025년 5월 17일, 야렘추크는 OFI와의 그리스 컵 결승전에서 득점하며 팀의 2–0 승리를 완성했고, 올림피아코스는 이 승리로 국내 더블을 달성했다.

## 국가대표팀 경력
2018년 9월, 야렘추크는 체코와의 UEFA 네이션스리그 조별 리그 경기에서 우크라이나 국가대표팀으로 데뷔하여 우크라이나가 2-1로 승리했다. 2019년 6월 7일, 그는 국가대표팀에서 첫 골을 넣었고, UEFA 유로 2020 예선에서 세르비아를 상대로 5-0 승리를 거두는 데 어시스트를 기록했다.
2019년 10월 14일, 야렘추크는 후이 파트리시우의 선제골 이후 근거리에서 득점하며 우크라이나가 유럽 챔피언 포르투갈을 상대로 홈에서 2-1 승리를 거두는 데 기여했다. 이로써 우크라이나는 조 1위로 UEFA 유로 2020에 진출하게 되었다. 마지막 예선에서는 11월 17일, 베오그라드에서 열린 세르비아와의 원정 경기에서 2-2 무승부를 기록하며 득점했다.
야렘추크는 UEFA 유로 2020에서 우크라이나 국가대표팀에 포함되었다. 조별 리그 첫 경기에서 그는 암스테르담의 요한 크라위프 아레나에서 열린 네덜란드와의 경기에서 3-2로 패한 경기에서 첫 번째 골을 어시스트하고 두 번째 골을 넣었으며, 부쿠레슈티의 아레나 나치오날러에서 열린 북마케도니아와의 경기에서 2-1로 승리하는 데 기여했다.

## 사생활
야렘추크는 2017년에 크리스티나와 결혼했고, 2019년에 아들이 태어났다. 2022년 러시아의 우크라이나 침공 이후, 야렘추크는 동료 우크라이나 국가대표팀 동료인 안드리 야르몰렌코에게 아내의 부모님을 구하는 데 도움을 요청했다. 야렘추크는 상황이 심각하다고 밝혔고, 자신도 어떻게 해야 할지 몰랐기 때문에 자신이 체르니히우 출신이라는 것을 알고 안드리 야르몰렌코에게 의지했고, 그는 그를 도왔고 며칠 후 아내의 부모님은 구출되었다.